# Victor Pernac
Victor Pernac, né le 23 décembre 1920 à Rawicz en Pologne et mort le 27 mars 2016 à Marseille 12e,, est un coureur cycliste français. 

## Biographie
Professionnel de 1939 à 1951, il a remporté l'américaine de 60 km à Lyon-Tête d'Or avec Victor Cosson en 1941. La même année, il a été troisième du championnat de France sur route en zone non-occupée. Après cela il s'est reconverti dans la gestion d'un magasin de vélos (réparations et ventes) dans le quartier des Chartreux de Marseille. Il a également participé à des fouilles sous-marines, sa seconde passion. Il était marié et près de deux enfants Jean-Paul et Maurice.

## Palmarès
- 1939
  - 2e étape du Tour du Sud-Est
  - 3e du Grand Prix de Fréjus
- 1941
  - Grand Prix d'Espéraza
  - Américaine de Lyon-Tête d'Or (avec Victor Cosson)
  - 3e du championnat de France sur route (zone non-occupée)
- 1942
  - 2e du Grand Prix de Cannes
- 1945
  - Marseille-Toulon-Marseille
- 1946
  - 8e de Paris-Roubaix
- 1948
  - Grand Prix du VS Musulman Alger :
    - Classement général
    - 1re étape

  - 3e du Grand Prix de l'Écho d'Alger
  - 3e du Critérium national
- 1949
  - 3e des Six Jours de Saint-Étienne (avec Raymond Louviot)

## Résultats sur le Tour de France
2 participations
- 1947 : abandon (3e étape)
- 1948 : abandon (4e étape)